# Klaas-Jan Huntelaar
Klaas-Jan Huntelaar (fil), född 12 augusti 1983, är en nederländsk före detta fotbollsspelare.

## Karriär
Huntelaar fick sitt genombrott som spelare i Heerenveen varpå han köptes av Ajax. År 2006 gjorde han 33 mål i den holländska ligan för Ajax.
Den 2 december 2008 rapporterades det att Ajax och Real Madrid hade kommit överens om ett pris för en övergång för Huntelaar till spanjorerna. Priset för värvningen hamnade på 20 miljoner euro som potentiellt kunde bli 27 miljoner euro beroende på sportsliga framgångar för Huntelaar och Real Madrid. Kontraktet sträckte sig ursprungligen till 2013. Huntelaar gjorde 8 mål på 20 spelade matcher för "Los Blancos". 
I och med Real Madrids forcerade silly season sommaren 2009 sattes Huntelaar upp på transferlistan och flyttade till AC Milan. Med start i augusti 2010 spelade Huntelaar sju säsonger för Schalke 04 i Bundesliga och vann tyska cupen 2011. Huntelaar blev ligans skyttekung 2012.
Den 1 juni 2017 återvände den 33-årige Huntelaar till Ajax på ett ettårskontrakt. I juli 2018 förlängde han sitt kontrakt med ett år. Den 19 januari 2021 återvände Huntelaar till Schalke 04, där han skrev på ett kontrakt över resten av säsongen 2020/2021. Huntelaar lämnade klubben i samband med att hans kontrakt gick ut i juni 2021.

## Statistik
| Säsong  | Klubb               | Liga               | Matcher | Mål   |
| ------- | ------------------- | ------------------ | ------- | ----- |
| 2002/03 | PSV                 | Eredivisie         | 1       | 0     |
| 2002/03 | De Graafschap (lån) | Eredivisie         | 9       | 0     |
| 2003/04 | AGOVV (lån)         | Eerste Divisie     | 35      | 26    |
| 2004/05 | Heerenveen          | Eredivisie         | 31      | 16    |
| 2005/06 | Heerenveen Ajax     | Eredivisie         | 15 16   | 17 16 |
| 2006/07 | Ajax                | Eredivisie         | 32      | 21    |
| 2007/08 | Ajax                | Eredivisie         | 34      | 33    |
| 2008/09 | Ajax Real Madrid    | Eredivisie La Liga | 10 20   | 6 8   |
| 2009/10 | AC Milan            | Serie A            | 25      | 7     |
| 2010/11 | FC Schalke 04       | Bundesliga         | 24      | 8     |
| 2011/12 | FC Schalke 04       | Bundesliga         | 32      | 29    |
| 2012/13 | FC Schalke 04       | Bundesliga         | 26      | 10    |
| 2013/14 | FC Schalke 04       | Bundesliga         | 18      | 12    |
| 2014/15 | FC Schalke 04       | Bundesliga         | 28      | 9     |
| 2015/16 | FC Schalke 04       | Bundesliga         | 31      | 12    |
| 2016/17 | FC Schalke 04       | Bundesliga         | 16      | 2     |
| 2017/18 | Ajax                | Eredivisie         | 28      | 13    |
| 2018/19 | Ajax                | Eredivisie         | 28      | 16    |
| Totalt  | Totalt              | Totalt             | 459     | 261   |